# Острова (Куртамиський округ)
Острова́ (рос. Острова) — присілок у складі Куртамиського округу Курганської області, Росія.
Населення — 178 осіб (2010, 211 у 2002).
Національний склад станом на 2002 рік:
- росіяни — 83 %